# كريستوس كوستيس
كريستوس كوستيس (باليونانية: Χρίστος Κωστής)‏ هو لاعب كرة قدم يوناني في مركز الهجوم، ولد في 15 يناير 1972 في سالونيك في اليونان. شارك مع منتخب اليونان لكرة القدم. أما مع النوادي، فقد لعب مع أياكس كيب تاون وأيك أثينا ورويال أندرلخت ونادي إيراكليس.

## وصلات خارجية
- كريستوس كوستيس على موقع قاعدة بيانات كرة القدم.إي يو (الإنجليزية)
- كريستوس كوستيس على موقع ناشيونال فوتبول تيمز (الإنجليزية)